# 1939
1939 (MCMXXXIX) a fost un an obișnuit al calendarului gregorian, care a început într-o zi de duminică.

## Evenimente

### Ianuarie

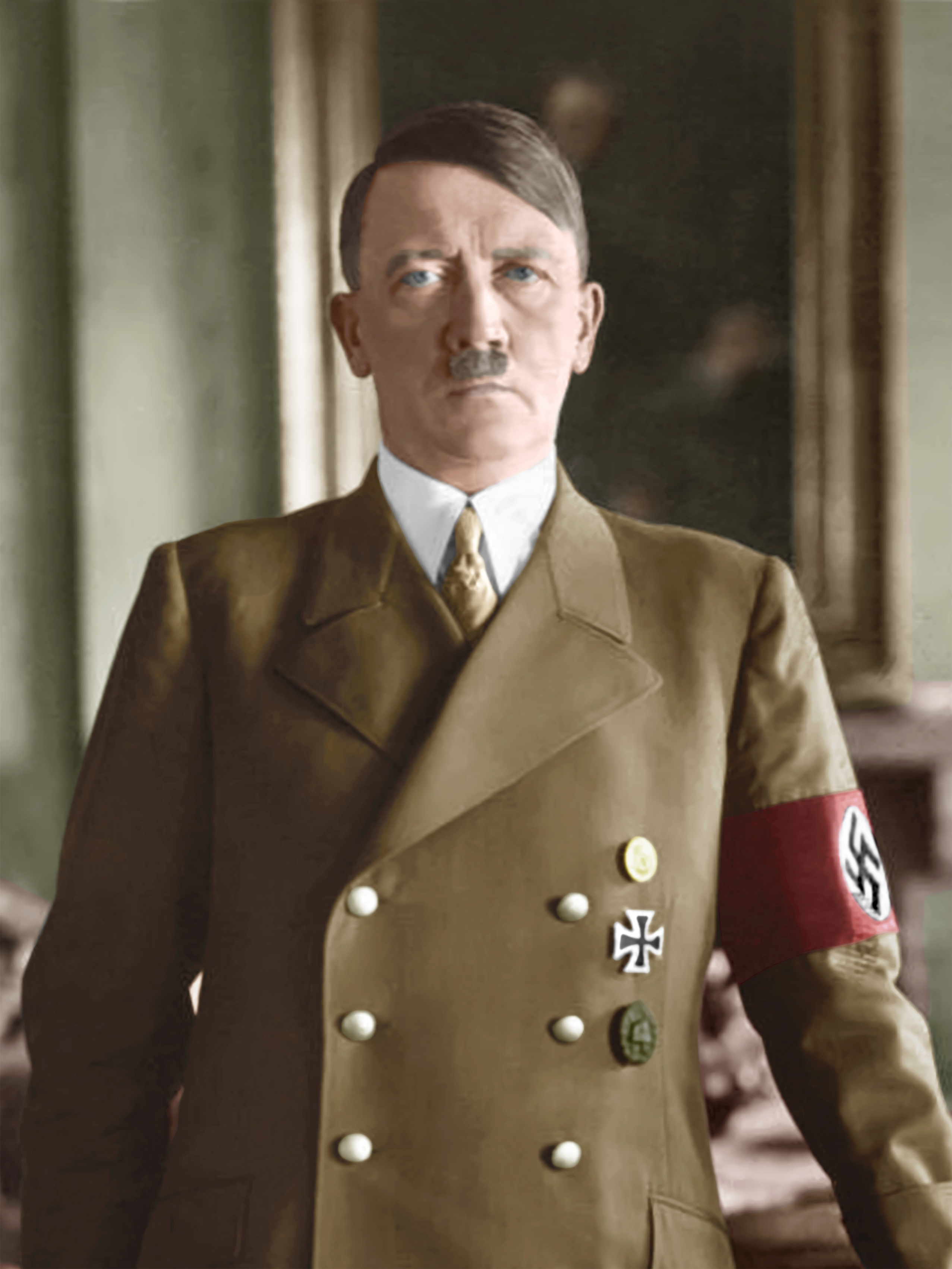
2 ianuarie: Adolf Hitler este desemnat ca fiind Omul anului, de către revista americană Time.

- 2 ianuarie: Revista americană Time îl desemnează pe Adolf Hitler ca fiind "Omul anului".
- 22 ianuarie: În laboratorul de fizică a Universității Columbia, a fost divizat, pentru prima oară, un atom de uraniu.
- 26 ianuarie: Războiul civil spaniol: Trupele lui Francisco Franco, ajutate de italieni, au preluat controlul asupra Barcelonei.

### Februarie
- 2 februarie: Ungaria se alătură Pactului AntiCominten.

### Martie
- 2 martie: Cardinalul Eugenio Pacelli, este ales Papă și își ia numele de Pius al XII-lea.
- 15 martie: Invazia Cehoslovaciei de către trupele germane. Hitler călătorește la Praga și petrece noaptea la Hradschin.
- 15 martie: În România s-a decretat mobilizarea generală. Pe întreg teritoriul României au avut loc manifestații în sprijinul Cehoslovaciei.
- 23 martie: Semnarea Acordului economic româno-german. Tratatul asupra promovării raporturilor economice dintre Regatul României și Reichul German, care deschidea calea subordonării economiei românești intereselor politicii hitleriste.
- 25 martie: Cardinalul Eugenio Pacelli devine Papa Pius al XII-lea.
- 28 martie: Generalul Francisco Franco, cucerește Madridul, punând capăt războiului civil spaniol.
- 30 martie: Marea Britanie și Franța garantează apărarea Poloniei.

### Aprilie
- 6 aprilie: Marea Britanie și Polonia semnează un pact de ajutor reciproc.
- 7 aprilie: Albania este atacată de Italia fascistă și este ocupată în cursul aceleiași luni.
- 13 aprilie: Marea Britanie și Franța acordă garanții unilaterale privind frontierele României și Greciei în speranța blocării tendințelor expansioniste germane în zona de sud-est a Europei.
- 28 aprilie: Hitler reînoiește pactul de nonagresiune între Germania și Polonia.

### Iulie
- 25 iulie: Polonia predă Marii Britanii și Franței două aparate de codificare germane, Enigma, folosite ulterior de Puterile Aliate în decodificarea mesajelor secrete germane.

### August

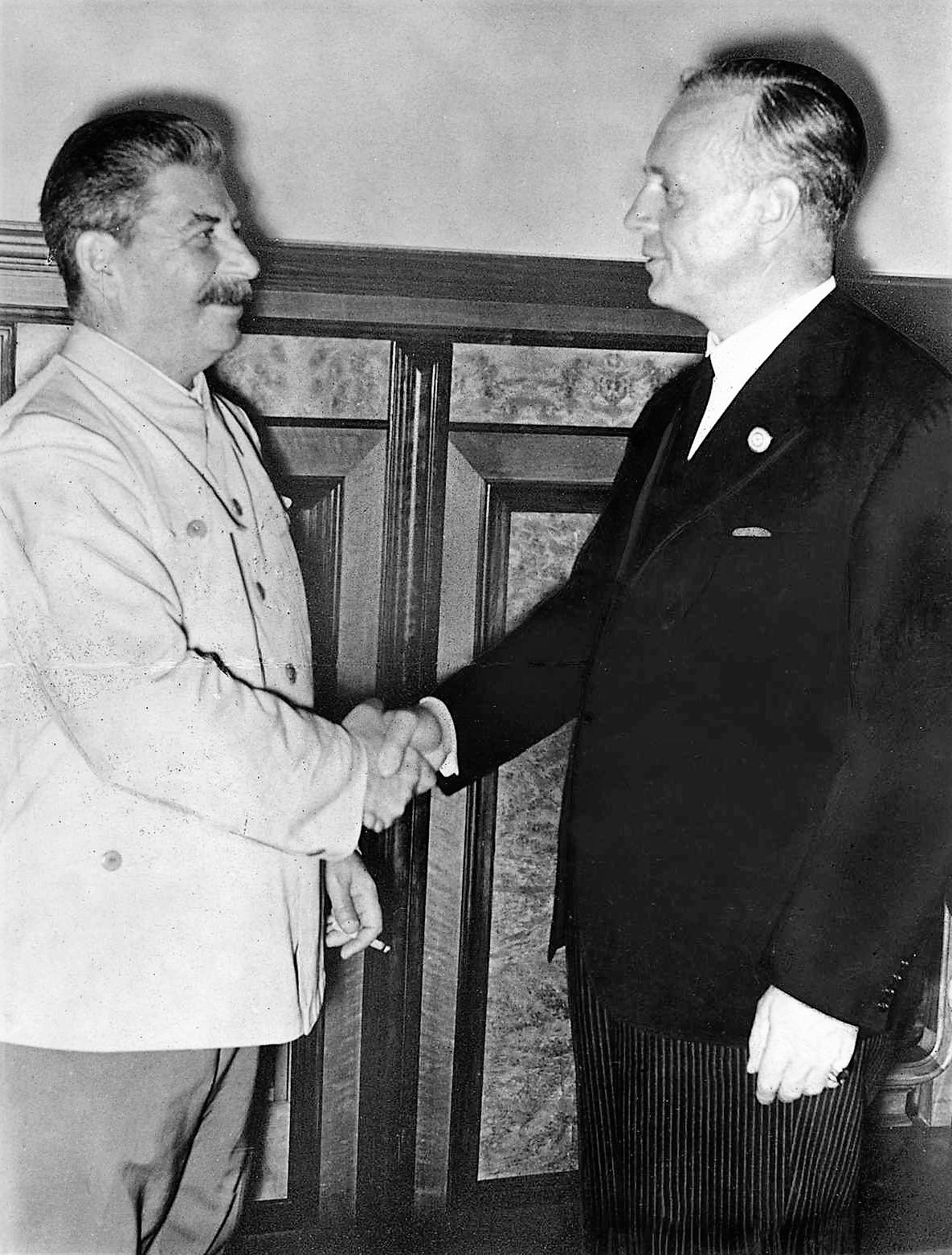
23 august: Semnarea Pactului Ribbentrop-Molotov, la Moscova.

- 2 august: Scrisoarea lui Albert Einstein către președintele american, Franklin Roosevelt, despre posibilitatea tehnologică de producere a unei bombe atomice folosind uraniu.
- 14 august: Polonia refuză cererea Uniunii Sovietice ca Armata Roșie să intre în Polonia.
- 20-25 august: Bătălia de la râul Khalka dintre trupele sovietice și cele nipone, unde 10.000 de sovietici și 25.000 de soldați ai armatei japoneze își pierd viața.
- 22 august: Hitler autorizează uciderea fără milă a tuturor bărbaților, femeilor și copiilor cu descendență poloneză sau vorbitori ai limbii poloneze.
- 23 august: Semnarea la Moscova a pactului de nonagresiune între Germania și URSS (Pactul Ribbentrop-Molotov).
- 25 august: Pactul dintre Marea Britanie și Polonia de ajutor reciproc împotriva Germaniei.
- 27 august: Polonia camuflează avioanele sale militare în mici aeroporturi în jurul Varșoviei.
- 31 august: Postul de radio din Gliewitz, Germania este atacat de trupe SS deghizate în uniforme poloneze.

### Septembrie
- 1 septembrie: Începe Al Doilea Război Mondial. Cuirasatul german, Schleswig-Holstein, aflat într-o „vizită de prietenie“ la Gdansk deschide focul asupra fortului polonez de la Westerplatte. O oră mai tărziu, trupele germane invadează Polonia, începând Blitzkriegul "Războiul fulger". La ora 04:45, locotenentul Wladyslaw Gnys, din regimentul de aviație Cracovia 2, doboară primele două avioane de luptă germane din acest război și două bombardiere Dornier Do 17.
- 2 septembrie: Al Doilea Război Mondial. Avioane germane bombardează gara din Koło, Polonia, ucigând 111 de refugiați. Germanii încep construirea lagărului de concentrare de la Stutthof, adăugând camere de gazare, unde vor fi uciși 65.000 de polonezi creștini.

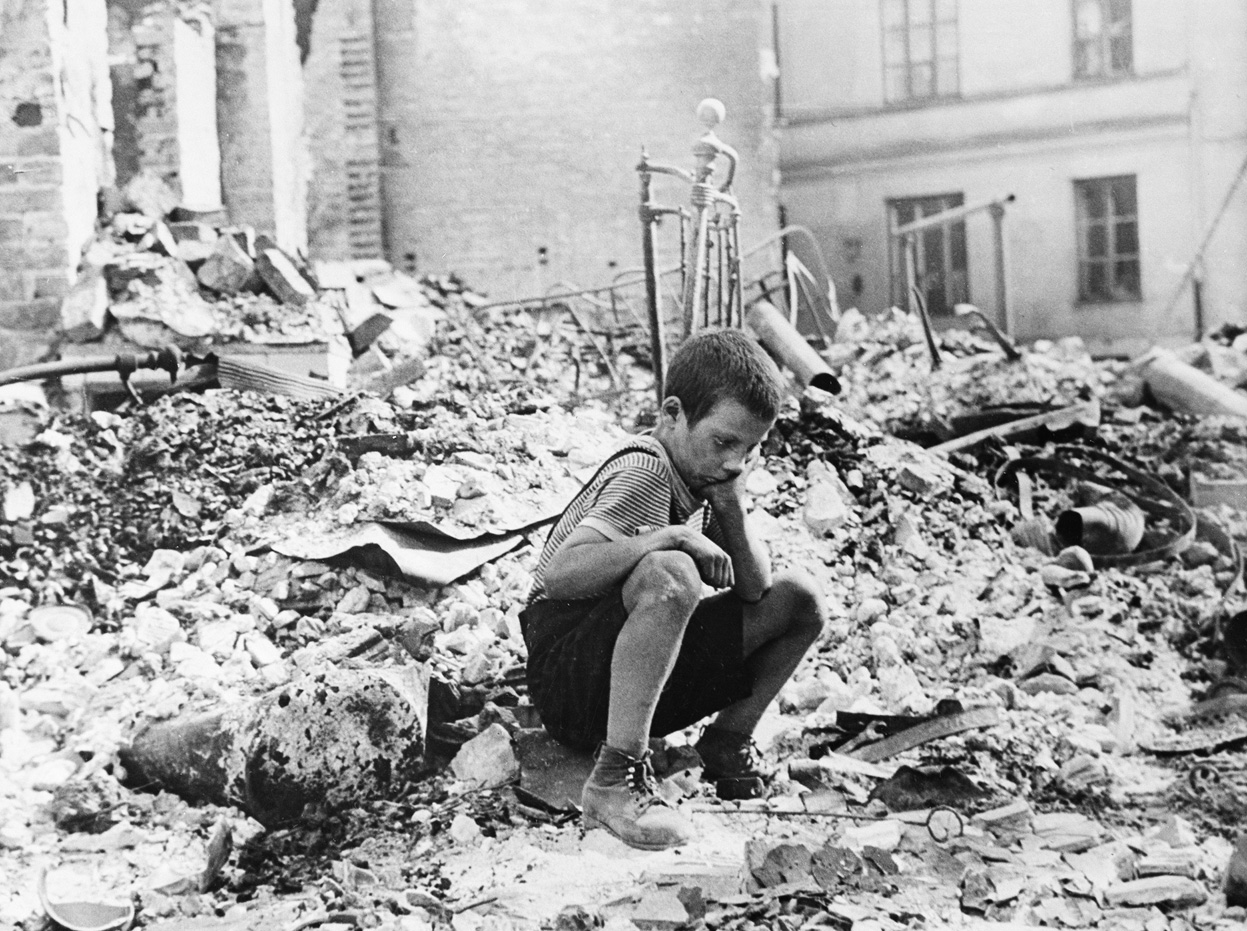
Copil polonez în ruinele Varșoviei, după bombardament.

- 3 septembrie: Al Doilea Război Mondial. Marea Britanie, Franța, Australia, Noua Zeelandă și India declară război Germaniei. 92 de divizii franceze stau în spatele liniei Maginot, în fața a 35 de divizii germane. La Truskolasy, Polonia, 55 de țărani polonezi sunt adunați și împușcați de către unități naziste.
- 4 septembrie: Al Doilea Război Mondial. Avioane britanice atacă nava de război germană, Admiral Scheer, dar bombele nu explodează; Aviația Regală va manifesta în următoarele luni datorită deciziei guvernului britanic de a nu bombarda componentele industriei germane, pentru că acestea reprezintă „proprietatea sa privată“. La Bydgoszcz, Polonia, o mie de polonezi sunt uciși, incluzând mai multe sute de cercetași ce sunt împușcați la zid de către trupele germane.
- 5 septembrie: Al Doilea Război Mondial. Statele Unite își declară neutralitatea.
- 6 septembrie: Al Doilea Război Mondial: Lângă Mrocza, Polonia, germanii împușcă 19 ofițeri polonezi care se predaseră după o luptă cu o unitate de blindate. Conducătorii trupelor armate poloneze abandonează Varșovia.
- 6 septembrie: Al Doilea Război Mondial: Africa de Sud declară război Germaniei.
- 7 septembrie: Al Doilea Război Mondial: Radio BBC începe să transmită zilnic în limba poloneză.
- 7 septembrie: România s-a declarat neutră în urma declanșării celei de-a doua conflagrații mondiale și și-a dat acordul de principiu pentru trecerea pe teritoriul său a materialului de război destinat ajutării Poloniei.
- 8 septembrie: Al Doilea Război Mondial: În Będzin, 200 de evrei sunt arși de vii într-o sinagogă, de către germani, care aruncă vina asupra polonezilor, executând 30 dintre ei într-o piață publică drept pedeapsă.
- 9 septembrie: Al Doilea Război Mondial: Armata poloneză lansează un contraatac între Łódź și Varșovia, surprinzându-i pe germani; după trei zile de luptă crâncenă, numărul net superior al germanilor se dovedește decisiv. A IV-a Divizie Panzer a germanilor este înfrântă la suburbiile Varșoviei.
- 10 septembrie: Al Doilea Război Mondial: Canada declară război Germaniei.
- 12 septembrie: Al Doilea Război Mondial: Forțele Luftwaffe bombardează Krzemieniec, omorând sute de oameni.
- 17 septembrie: Al Doilea Război Mondial: URSS invadează Polonia cu un milion de soldați pentru a-și „apăra populația bielorusă și ucraineană”.
- 17 - 25 septembrie: Al Doilea Război Mondial: Mii de polonezi sunt masacrați în estul Poloniei de elemente ucrainiene, bieloruse și evreiești încurajați de sloganuri sovietice precum: "Pentru polonezi, tigăi <?> și câini - o moarte de câine!". În Karczowka, 24 de polonezi sunt legați cu sârmă ghimpată, apoi împușcați sau înecați. În comitatul Luboml, 500 de polonezi sunt uciși într-un masacru de 3 zile al ucrainenilor. Un preot rănit în comitatul Brzezany este plasat lângă o șosea și este folosit de către unitățile sovietice care trec pe acolo, ca țintă. O sută de gloanțe îl lovesc înainte să moară, la sfârșitul acelei zile.
- 19 septembrie: Al Doilea Război Mondial: Lavrenti Beria organizează un Directorat pentru Prizonierii de Război și instalează tabere pentru 240.000 prizonieri de război polonezi aflați în custodia sovietică; aproximativ 37.000 din aceștia vor fi folosiți pentru muncă obligatorie.
- 20-21 septembrie: Al Doilea Război Mondial: În apărarea orașului Grodno, unitățile armatei poloneze provoacă pierderi Armatei Roșii, 800 de soldați și 10 tancuri.

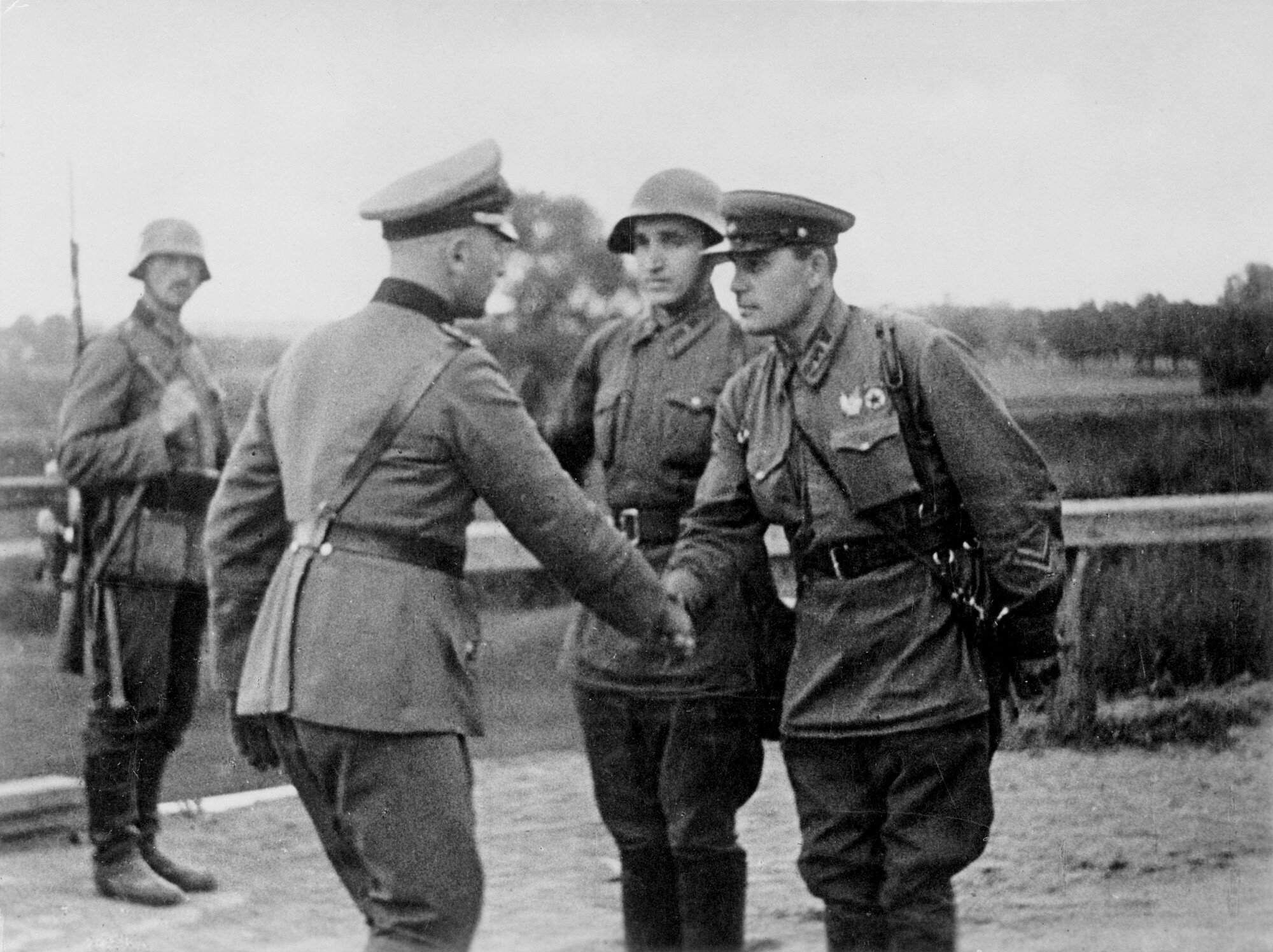
Trupele germane și sovietice își strâng mâna în urma invaziei.

- 21 septembrie: Armand Călinescu, prim-ministru al României, este asasinat la București de un comando legionar condus de avocatul Miti Dumitrescu.
- 21-22 septembrie: Asasinatele din 21/22 septembrie 1939: În urma uciderii prim-ministrului Armand Călinescu, la ordinul regelui Carol al II-lea, au fost asasinați fără judecată, în lagăre și pe întregul cuprins al țării, de către jandarmi, 252 de persoane, dintre care 105 membri ai Mișcării Legionare. Cadavrele a câte 3, 4 legionari au fost scoase în stradă si lăsate acolo vreme de trei zile.
- 22 septembrie: Al Doilea Război Mondial: Un regiment polonez respinge atacurile a 40 tancuri sovietice și unități de infanterie în Bătălia de la Kodziowce. Sovieticii suferă pierderi importante.
- 23 septembrie: Al Doilea Război Mondial: În Piotrkow, germanii forțează mii de prizonieri de război polonezi, printre care și evrei să se ușureze într-o sinagogă, curățând apoi excrementele cu obiecte sacre.
- 24 septembrie: Al Doilea Război Mondial: Trupele germane execută 800 de intelectuali și lideri polonezi în Bydgoszcz.
- 25 septembrie: Al Doilea Război Mondial: Luftwaffe lansează 420 de bombardiere împotriva Varșoviei. Au decedat 40.000 de oameni.
- 26 septembrie: Al Doilea Război Mondial: Armata poloneză de Acasă (în poloneză Armia Krajowa - AK) se formează în Varșovia.
- 27 septembrie: Al Doilea Război Mondial: În apropiere de Grabowiec, 5.000 de prizonieri polonezi sunt executați de către trupele sovietice.
- 28 septembrie: Al Doilea Război Mondial: Se semnează Tratatul de prietenie Sovieto-German. În timpul celor 17 luni ale acestui pact, URSS va furniza Germaniei 865.000 tone de petrol, 648.000 tone de lemne și 1,5 milioane tone de grâne. Flota germană va primi o bază la Murmansk și spărgătoarele de gheață sovietice vor crea o cale liberă vaselor germane.
- 28 septembrie: Al Doilea Război Mondial: Varșovia capitulează. 140.000 de soldați polonezi au decedat, 36.000 dintre ei fiind răniți și luați prizonieri.
- 29 septembrie: Al Doilea Război Mondial: În apropiere de Szack, sovieticii execută 200 de ofițeri polonezi din diverse unități.
- 30 septembrie: Al Doilea Război Mondial: Guvernul polonez, din exil, format la Paris, îl numește pe generalul Wladyslaw Sikorski comandant al Armatei.
- 30 septembrie: Radio Varșovia își încetează emisia.

### Octombrie
- 1 octombrie: Al Doilea Război Mondial: Garnizoana poloneză din Peninsula Hel capitulează în fața germanilor după atacuri repetate.
- 2 octombrie: Al Doilea Război Mondial: Primii polonezi sunt încarcerați în închisoarea Pawiak din Varșovia. 100.000 de persoane vor fi interogate aici de către naziști, dintre care 37.000 vor fi executați și 60.000 trimiși în lagăre de concentrare.
- 3 octombrie: Al Doilea Război Mondial: Hitler organizează o paradă a victoriei sale în Varșovia. Tentativa de asasinat a AK eșuează.
- 6 octombrie: Al Doilea Război Mondial: Ultimele trupe poloneze capitulează după o bătălie de două zile împotriva tancurilor și avioanelor sovietice care se alăturaseră trupelor germane, urmată de o luptă de alte cinci zile împotriva germanilor. Polonezii cedează datorită lipsei de aprovizionare.
- 8 octombrie: Al Doilea Război Mondial: Forțele SS execută 20 de polonezi într-un cimitir din Świecie, inclusiv copii cu vârste între 2 și 8 ani.
- 8 octombrie: Al Doilea Război Mondial: Germania anexează vestul Poloniei.
- 12 octombrie: Al Doilea Război Mondial: Hans Frank este numit de germani guvernator al Guvernului General al Poloniei.
- 14 octombrie: Al Doilea Război Mondial: Submarinul polonez Orzel ajunge în Marea Britanie, evadând din spațiul maritim al Estoniei.
- 16 octombrie: Al Doilea Război Mondial: Toți polonezii sunt expulzați din orașul Gdynia. Expulzări similare au loc în toate teritoriile anexate Germaniei.
- 18 octombrie: Al Doilea Război Mondial: Moscova se pregătește să predea 30.000 de soldați și refugiați polonezi către naziști, într-un schimb de prizonieri.
- 19 octombrie: Al Doilea Război Mondial: Hitler încorporează oficial vestul Poloniei celui de-Al Treilea Reich. Primul ghetou evreiesc este stabilit la Lublin.
- 21 octombrie: Al Doilea Război Mondial: Germanii deportează polonezii din Poznan, cel mai mare oraș din vestul Poloniei (250.000 locuitori), în scopul stabilirii unor „provincii germane pure“.
- 22 octombrie: Al Doilea Război Mondial: În Polonia ocupată de URSS, numită acum "Belarusul de Vest" și "Ucraina de Vest". URSS-ul organizează un simulacru de alegeri, confiscă toate proprietățile, inclusiv conturile bancare și înlocuiește moneda oficială poloneză zlotul cu rubla. Polonezii sunt concediați de la slujbele lor și aruncați în închisoare pe măsură ce NKVD compilează liste de deportare. Fabrici, spitale și școli sunt demontate și trimise în URSS. Educația și limba poloneză sunt reduse în mod treptat; librăriile sunt închise și cărțile sunt arse. Bisericile sunt distruse și preoții - arestați; purtatul unei cruci devine interzis. Posesia unei mașini de scris reprezintă un delict.
- 30 octombrie: Al Doilea Război Mondial: Viacheslav Molotov declară: "Un șoc adus Poloniei, întâi de către Armata germană, apoi de către Armata Roșie și nimic n-a mai rămas din această urâtă progenitură a Tratatului de la Versailles!"

### Noiembrie
- 2 noiembrie: Al Doilea Război Mondial: Primul transport de femei poloneze ajunge în lagărul de concentrare de la Ravensbrück.
- 3 noiembrie: Al Doilea Război Mondial: Gestapo execută 96 de profesori polonezi în școala acestora și într-o pădure din apropiere de Rypin.
- 6 noiembrie: Al Doilea Război Mondial: Gestapo adună 183 de profesori ai Universității Jagiello din Cracovia și-i trimite către lagărul de concentrare Sachsenhausen, în apropiere de Berlin. În comitatul Luck, țărani ucraineni oferă cazare la 200 de polonezi refugiați de nazism, apoi îi ucid.
- 11 noiembrie: Al Doilea Război Mondial: În Ziua de Independență a Poloniei, trupele germane forțează 350 de polonezi să sape canale, apoi îi execută în grupuri. Înainte de a muri, fiecare grup strigă: "Trăiască Polonia!"
- 13 noiembrie: Al Doilea Război Mondial: Se creează Uniunea Luptei Armate.
- 22 noiembrie: Al Doilea Război Mondial: Naziștii execută 53 de locuitori ai unei case din Varșovia.
- 23 noiembrie: Al Doilea Război Mondial: Naziștii publică un decret prin care obligau evreii polonezi să poarte semnul distinctiv Steaua lui David.
- 29 noiembrie: Al Doilea Război Mondial: URSS impune cetățenia sovietică tuturor locuitorilor teritoriilor poloneze ocupate.
- 30 noiembrie: Al Doilea Război Mondial: URSS atacă Finlanda. (Războiul de iarnă).

### Decembrie
- 7 decembrie: Al Doilea Război Mondial: O conferință Gestapo - NKVD are loc într-un oraș-stațiune din Polonia pentru a planifica în comun lichidarea rezistenței poloneze.
- 8 decembrie: Este înființată firma Mikoian-Gurevici, birou rus de proiectare avioane cu reacție condus de Artem Mikoian și Mihail Gurevici. Primul proiect realizat a fost MIG-1, în 1940.
- 18 decembrie: Al Doilea Război Mondial: Lavrenti Beria, lider al NKVD, ordonă începutul unei mari deportări a polonezilor către URSS.
- 27 decembrie: Al Doilea Război Mondial: La Wawer, în apropiere de Varșovia, Polonia, trupe naziste ucid 170 bărbați și copii.

### Nedatate
- septembrie-noiembrie: Al Doilea Război Mondial: Trupele NKVD transportă 15.400 de ofițeri polonezi către închisorile din Kozielsk, Ostashkov și Starobielsk, în URSS.

## Arte, știință, literatură și filosofie
- 1 ianuarie: Apare, la Iași, sub conducerea lui George Călinescu, revista Jurnalul Literar" (între 1 -10 ian. 1939; a doua serie a revistei a apărut la București, între 1947 și 1948).
- 2 aprilie: Apare la București, săptămânal, revista România literară, sub conducerea lui Cezar Petrescu.
- 15 decembrie: Debutul poetului Geo Dumitrescu în revista "Cadran" (nr. 4) cu poezia Cântec, sub pseudonimul Vladimir Ierunca.
- 15 decembrie: La Atlanta, SUA a avut loc premiera filmului "Pe aripile vântului", în regia lui Victor Fleming, avându–i ca protagoniști pe Vivien Leigh și Clark Gable.
- Ballet Theatre (American Ballet Theatre, din 1957). Companie de balet cu sediul la New York.
- DDT (diclor-difenil-tricloe etan). Insecticid sintetic descoperit de Paul Hermann Müller.
- Ernest Hemingway publică Zăpezile de pe Kilimanjaro.
- George Călinescu publică Principii de estetică.
- Lucian Blaga publică Artă și valoare.
- Petre P. Negulescu publică Destinul omenirii vol. II.

## Nașteri

### Ianuarie
- 23 ianuarie: Aurel Vernescu, caiacist român, dublu laureat olimpic (d. 2008)

### Februarie

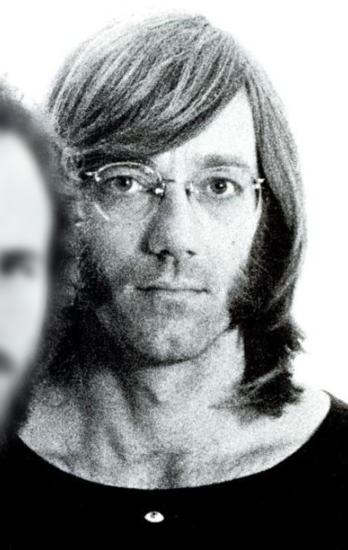
Ray Manzarek, muzician american (The Doors)
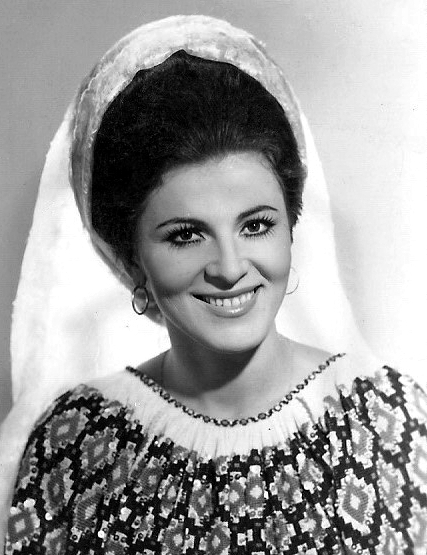
Irina Loghin, interpretă română de muzică populară
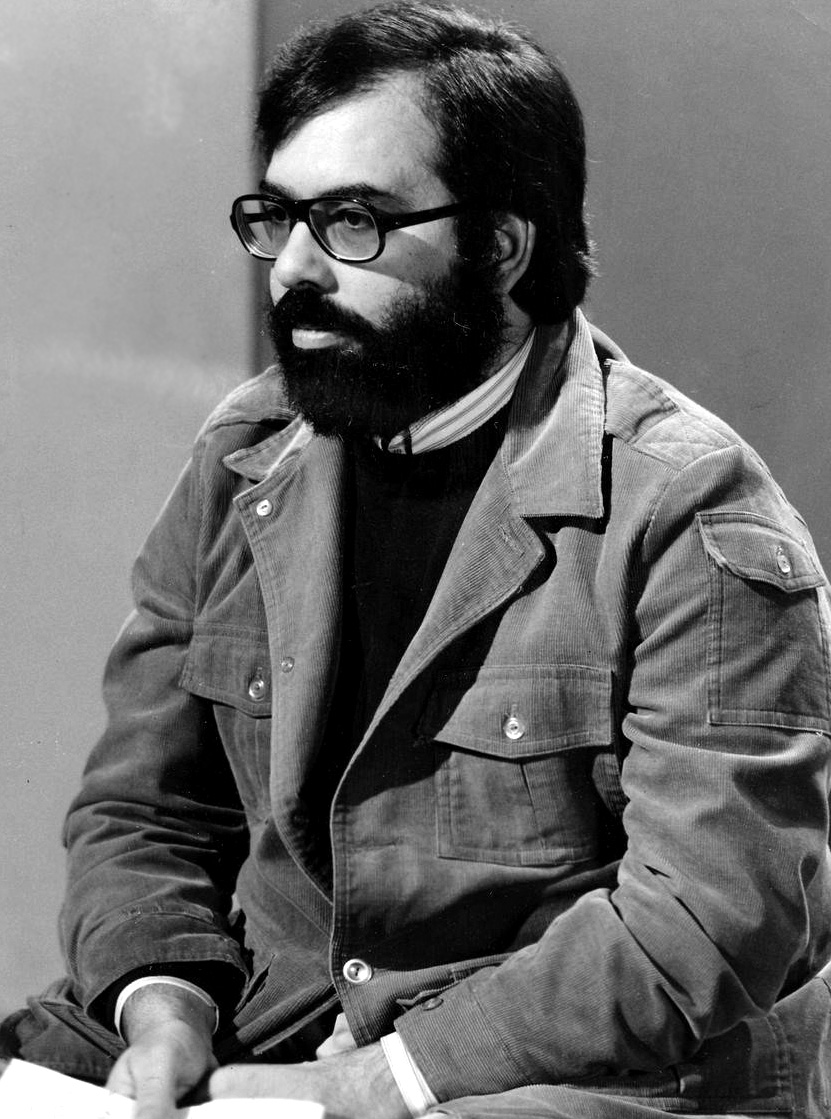
Francis Ford Coppola, regizor de film, scenarist și producător american
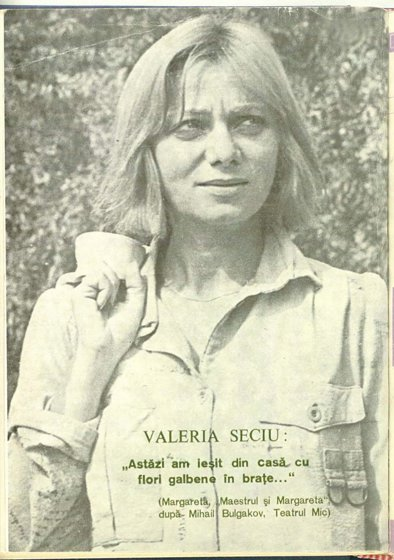
Valeria Seciu, actriță română de film, teatru, radio, voce și televiziune

- 12 februarie: Ray Manzarek, muzician american (The Doors), (d. 2013)
- 19 februarie: Irina Loghin, interpretă română de muzică populară
- 24 februarie: Augustin Eugen Gheorghe Nádudvary, politician român
- 25 februarie: Gerald Murnane, scriitor australian

### Martie
- 17 martie: Giovanni Trapattoni, fotbalist și antrenor italian
- 7 aprilie: Francis Ford Coppola, regizor de film, scenarist și producător american

### Aprilie
- 13 aprilie: Seamus Heaney, scriitor irlandez, laureat al Premiului Nobel (1995), (d. 2013)
- 20 aprilie: Gro Harlem Brundtland, politiciană norvegiană
- 22 aprilie: Jack Nicholson (n. John Joseph Nicholson), actor american de film, regizor și producător

### Mai
- 4 mai: Mircea Ifrim, om politic român (d.2020)
- 4 mai: Amos Oz, scriitor israelian (d.2018)
- 9 mai: Ion Țiriac (n. Ioan Țiriac), tenisman și om de afaceri român
- 22 mai: Răzvan Teodorescu, critic și istoric de artă, politician român (d. 2023)
- 23 mai: J.M.A. Biesheuvel, scriitor neerlandez (d. 2020)
- 27 mai: Ion Niculiță, istoric român (d. 2022).

### Iunie
- 4 iunie: Alexandru Arșinel, actor român de teatru, film și televiziune  (d. 2022)

- 9 iunie: Ileana Cotrubaș, solistă română de operă (soprană)
- 18 iunie: Ilie Merce, om politic român

### Iulie
- 11 iulie: Marcu Tudor, om politic român
- 26 iulie: Cezar Baltag, poet român (d. 1997)
- 30 iulie: Peter Bogdanovich, regizor american (d. 2022)

### August
- 2 august: Valeria Seciu, actriță română de film, radio, voce, teatru și televiziune (d. 2022)
- 9 august: Paul Magheru, om politic român
- 9 august: Romano Prodi, prim-ministru al Italiei (1996-1998) și președintele Comisiei Europene (1999-2004)
- 28 august: Rodica Ojog-Brașoveanu, scriitoare română (d. 2002)
- 29 august: Joel Schumacher, producător de filme, scenarist și regizor american (d. 2020)
- 30 august: John Peel, DJ, prezentator de radio și jurnalist britanic (d. 2004)

### Septembrie
- 9 septembrie: Zbigniew Namysłowski, saxofonist, violoncelist, trombonist, pianist și compozitor polonez (d. 2022)
- 12 septembrie: Sergiu Andon, om politic român
- 28 septembrie: Ioan Alexandru, jurist român

### Octombrie

Dan Spătaru, cântăreț român de muzică ușoară
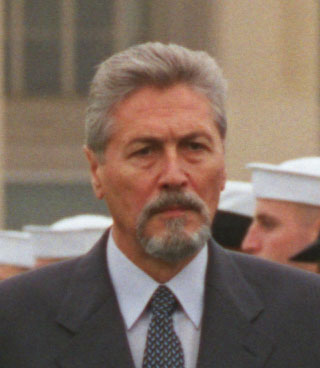
Emil Constantinescu, politician și om de știință român, al 3-lea președinte al României
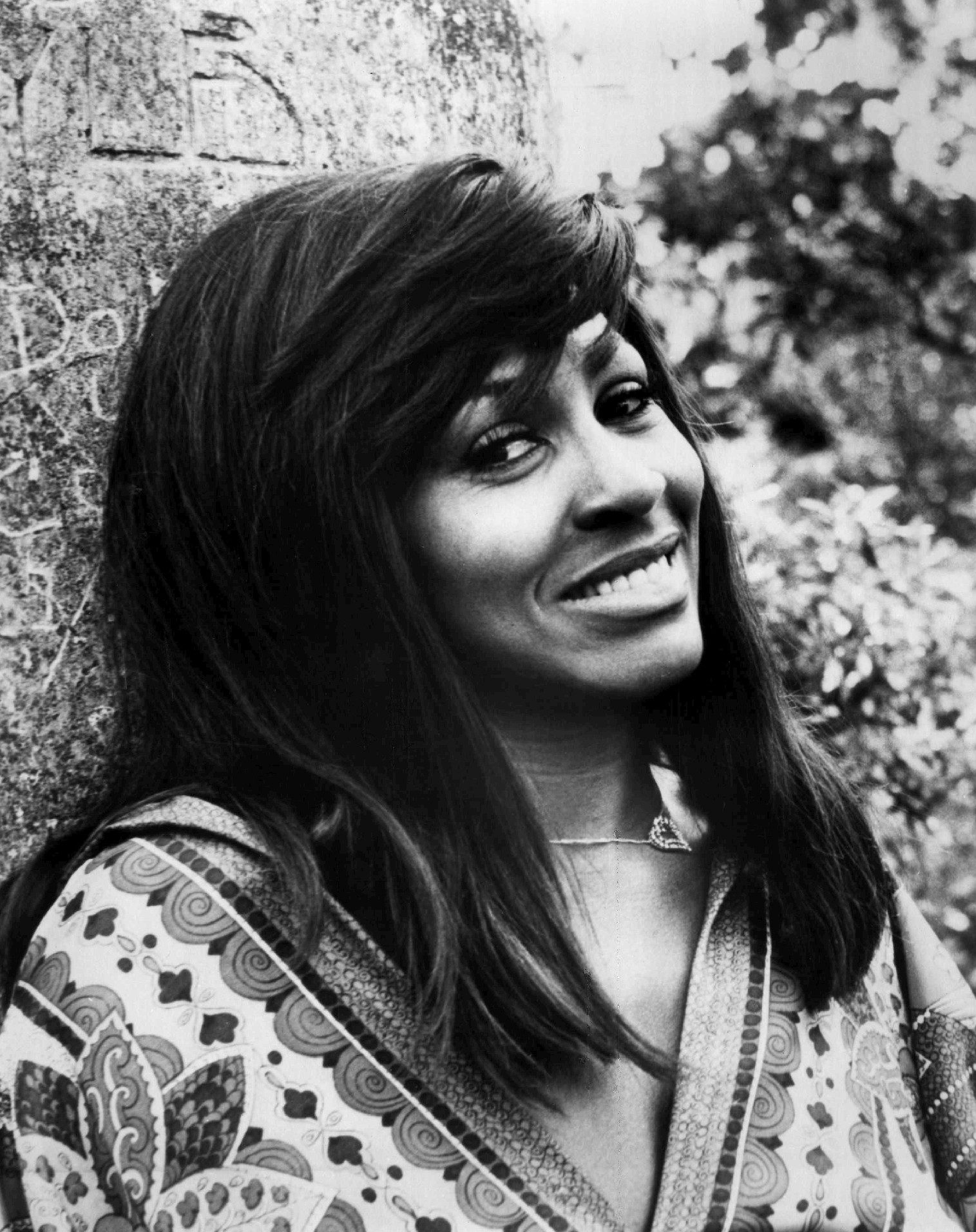
Tina Turner, cântăreață, actriță și compozitoare americană
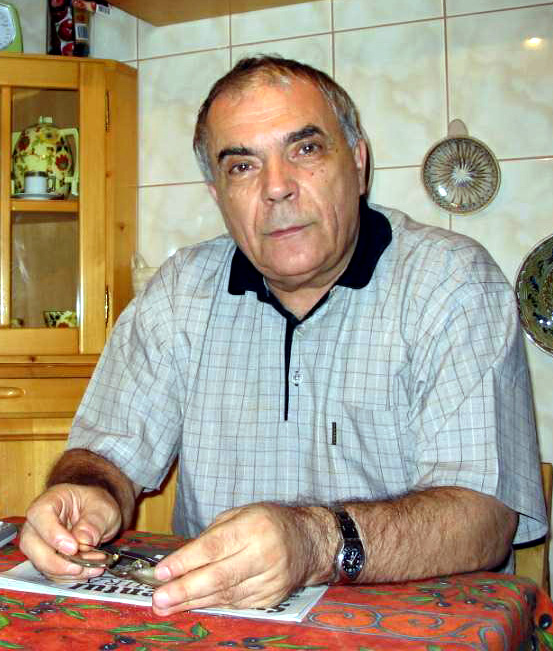
Nicolae Manolescu, critic și istoric literar, eseist, cronicar literar și profesor universitar român

- 2 octombrie: Dan Spătaru (Dan George Spătaru), interpret român de muzică ușoară (d. 2004)
- 7 octombrie: Michael Markel, scriitor român de etnie sas
- 9 octombrie: Gheorghe Chiper, om politic român
- 16 octombrie: Péter Jecza, sculptor și profesor român de arte plastice (d. 2009)
- 18 octombrie: Jan Erik Vold, poet norvegian
- 20 octombrie: Dumitru Matcovschi, poet, prozator, academician, publicist și dramaturg[1] din R. Moldova (d. 2013)

### Noiembrie
- 15 noiembrie: Ștefan Sileanu, actor și pictor român (d. 2020)
- 19 noiembrie: Emil Constantinescu, politician și om de știință român, al 3-lea președinte al României (1996-2000)
- 26 noiembrie: Tina Turner (n. Anna Mae Bullock), cântăreață, actriță și compozitoare americană (d. 2023)
- 27 noiembrie: Nicolae Manolescu (n. Nicolae Apolzan), critic și istoric literar, eseist, cronicar literar și profesor universitar român, membru titular al Academiei Române (2013) (d.2024)

### Decembrie
- 12 decembrie: Tudor Octavian, poet și publicist român
- 20 decembrie: Ștefan Glăvan, om politic român
- 26 decembrie: Phil Spector (Harvey Phillip Spector), producător și textier american (d. 2021)

## Decese
- 12 ianuarie: Hariclea Hartulari Darclée (n. Hariclea Haricli), 78 ani, solistă de operă română (soprană lirică), (n. 1860)
- 28 ianuarie: William Butler Yeats, 73 ani, poet irlandez, laureat al Premiului Nobel (1923), (n. 1865)
- 10 februarie: Pius al XI-lea (n. Achille Ratti), 81 ani, papă al Romei (n. 1857)
- 2 martie: Howard Carter, 64 ani, arheolog britanic (n. 1874)
- 6 martie: Ferdinand von Lindemann, 87 ani, matematician german (n. 1852)
- 27 martie: Evald Aav, 39 ani, compozitor eston (n. 1900)
- 19 mai: George Petcu, 22 ani, poet român (n. 1917)
- 27 mai: Joseph Roth, 44 ani, scriitor austriac (n. 1894)
- 7 august: Charlie Roberts (n. Charles Roberts), 56 ani, fotbalist englez, (n. 1883)
- 21 septembrie: Armand Călinescu, 46 ani, politician, filosof, ministru și jurist român, prim-ministru al României (1939), (n. 1893)
- 23 septembrie: Sigmund Schlomo Freud, 83 ani, medic neuropsihiatru austriac de etnie evreiască, creator al psihanalizei (n. 1856)

## Premii Nobel
- Fizică: Ernest Orlando Lawrence (SUA)
- Chimie: Adolf Butenandt (Germania) și Leopold Ruzicka (Elveția)
- Medicină: Gerhard Domagk (Germania)
- Literatură: Frans Eemil Sillanpää (Finlanda)
- Pace: O treime din premiul în bani a fost alocat Fondului Principal, iar celelalte două treimi au fost alocate Fondului Special aferent acestei categorii